# Alexandra Keresztesi
Alexandra Keresztesi (Budapest, 26 de abril de 1983) es una deportista argentina de origen húngaro que compitió en piragüismo en la modalidad de aguas tranquilas. Estuvo casada con el piragüista Miguel Correa.
Representando a su país de nacimiento, ganó tres medallas en el Campeonato Mundial de Piragüismo entre los años 2002 y 2007, y cuatro medallas en el Campeonato Europeo de Piragüismo entre los años 2002 y 2008.
Ya nacionalizada argentina, obtuvo cuatro medallas en los Juegos Panamericanos, plata y bronce en 2011, y plata y bronce en 2015.
En los Juegos Olímpicos de Río de Janeiro 2016 compitió por Argentina en la prueba de K4 500 m, en la que finalizó en el decimotercer lugar.

## Palmarés internacional
| Representando a Hungría   |                          |                   |             |
| Campeonato Mundial        |                          |                   |             |
| Año                       | Lugar                    | Medalla           | Competición |
| 2002                      | Sevilla (España)         | Medalla de bronce | K4 1000 m   |
| 2006                      | Szeged (Hungría)         | Medalla de oro    | K4 1000 m   |
| 2007                      | Duisburgo (Alemania)     | Medalla de oro    | K4 1000 m   |
| Campeonato Europeo        |                          |                   |             |
| Año                       | Lugar                    | Medalla           | Competición |
| 2002                      | Szeged (Hungría)         | Medalla de oro    | K4 1000 m   |
| 2006                      | Račice (República Checa) | Medalla de oro    | K4 1000 m   |
| 2007                      | Pontevedra (España)      | Medalla de oro    | K4 1000 m   |
| 2008                      | Milán (Italia)           | Medalla de oro    | K4 1000 m   |
| Representando a Argentina |                          |                   |             |
| Juegos Panamericanos      |                          |                   |             |
| Año                       | Lugar                    | Medalla           | Competición |
| 2011                      | Guadalajara (México)     | Medalla de plata  | K2 500 m    |
| 2011                      | Guadalajara (México)     | Medalla de bronce | K1 500 m    |
| 2015                      | Toronto (Canadá)         | Medalla de plata  | K2 500 m    |
| 2015                      | Toronto (Canadá)         | Medalla de bronce | K4 500 m    |